# Distretto di Smaljavičy
Il distretto di Smaljavičy (in bielorusso Смалявіцкі раён?, Smaljavički raën; in russo Смолевичский район?, Smolevičkij rajon) è un distretto (raën) della Bielorussia appartenente alla regione di Minsk.